# Głogów (gmina wiejska)
Głogów – gmina wiejska w województwie dolnośląskim, w powiecie głogowskim. Siedzibą władz gminy jest miasto Głogów. W latach 1975–1998 gmina położona była w województwie legnickim.
Według danych z 30 czerwca 2004 gminę zamieszkiwało 5334 mieszkańców. Natomiast według danych z 30 czerwca 2020 roku gminę zamieszkiwały 6793 osoby.

## Struktura powierzchni
Według danych z roku 2002 gmina Głogów ma obszar 84,28 km, w tym:
- użytki rolne: 63,0%
- użytki leśne: 13,0%

Gmina stanowi 19,02% powierzchni powiatu.

## Demografia

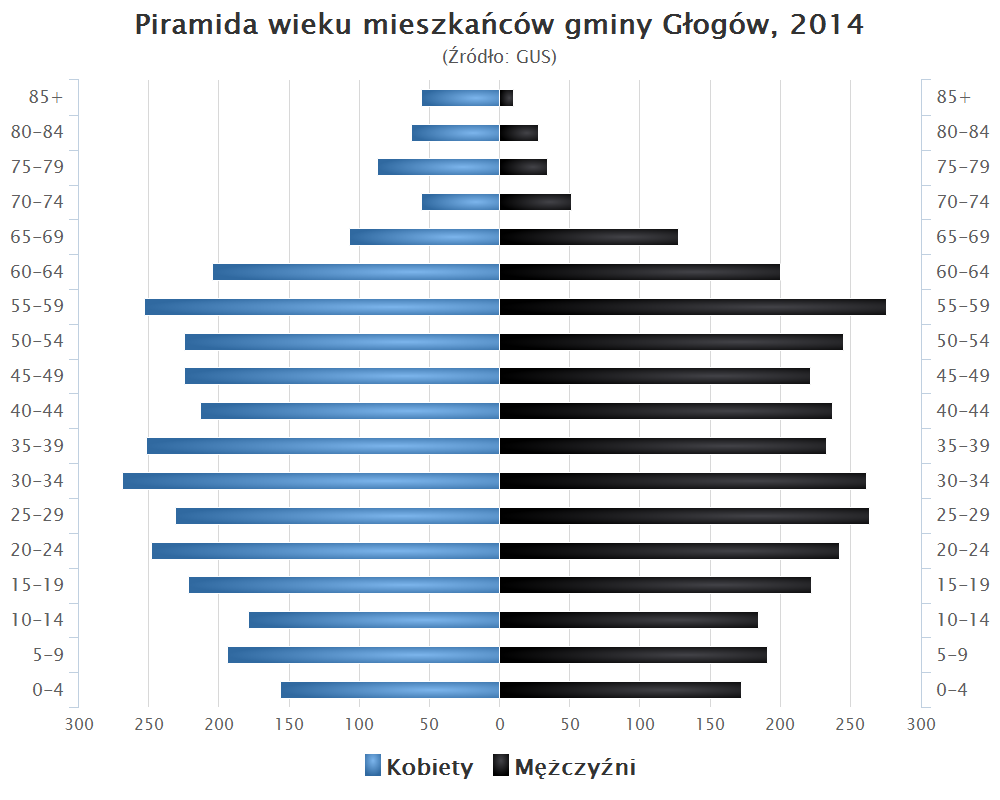
Piramida wieku mieszkańców gminy Głogów w 2014 roku

Dane z 01 lipca 2020:
| Opis                                    | Ogółem | Ogółem | Kobiety | Kobiety | Mężczyźni | Mężczyźni |
| --------------------------------------- | ------ | ------ | ------- | ------- | --------- | --------- |
| jednostka                               | osób   | %      | osób    | %       | osób      | %         |
| populacja                               | 6698   | 100    | 3.386   |         | 3.312     |           |
| gęstość zaludnienia (mieszk./km²) 63 os |        |        |         |         |           |           |

W stosunku do średniej dla gmin:
- w województwie: 104,42%
- w kraju: 106,68%

## Miejscowości
- Borek
- Bytnik
- Grodziec Mały
- Klucze
- Krzekotów
- Przedmoście
- Ruszowice
- Serby
- Stare Serby
- Szczyglice
- Turów
- Wilków
- Zabornia

## Sąsiednie gminy
Głogów (miasto), Grębocice, Jerzmanowa, Kotla, Pęcław, Szlichtyngowa, Żukowice.